# Patterson (Califòrnia)
Patterson és una població dels Estats Units a l'estat de Califòrnia. Segons el cens del 2009 tenia 21.168 habitants.

## Demografia
Segons el cens del 2000, Patterson tenia 19.269 habitants, 3.146 habitatges, i 2.608 famílies. La densitat de població era de 1.561,4 habitants/km².
Dels 3.146 habitatges en un 53,1% hi vivien nens de menys de 18 anys, en un 64,9% hi vivien parelles casades, en un 12,1% dones solteres, i en un 17,1% no eren unitats familiars. En el 13,4% dels habitatges hi vivien persones soles el 7% de les quals corresponia a persones de 65 anys o més que vivien soles. El nombre mitjà de persones vivint en cada habitatge era de 3,62 i el nombre mitjà de persones que vivien en cada família era de 3,94.
Per edats la població es repartia de la següent manera: un 36,4% tenia menys de 18 anys, un 10,3% entre 18 i 24, un 30% entre 25 i 44, un 16% de 45 a 60 i un 7,2% 65 anys o més.
L'edat mediana era de 28 anys. Per cada 100 dones de 18 o més anys hi havia 97,6 homes.
La renda mediana per habitatge era de 47.780 $ i la renda mediana per família de 51.422 $. Els homes tenien una renda mediana de 36.207 $ mentre que les dones 27.679 $. La renda per capita de la població era de 14.746 $. Entorn del 8,6% de les famílies i el 12% de la població estaven per davall del llindar de pobresa.

## Poblacions més properes
El següent diagrama mostra les poblacions més properes.